# Subaru R-2
La Subaru R-2 è una kei car prodotta dalla casa automobilistica giapponese Subaru dal 1969 al 1972.

## Descrizione

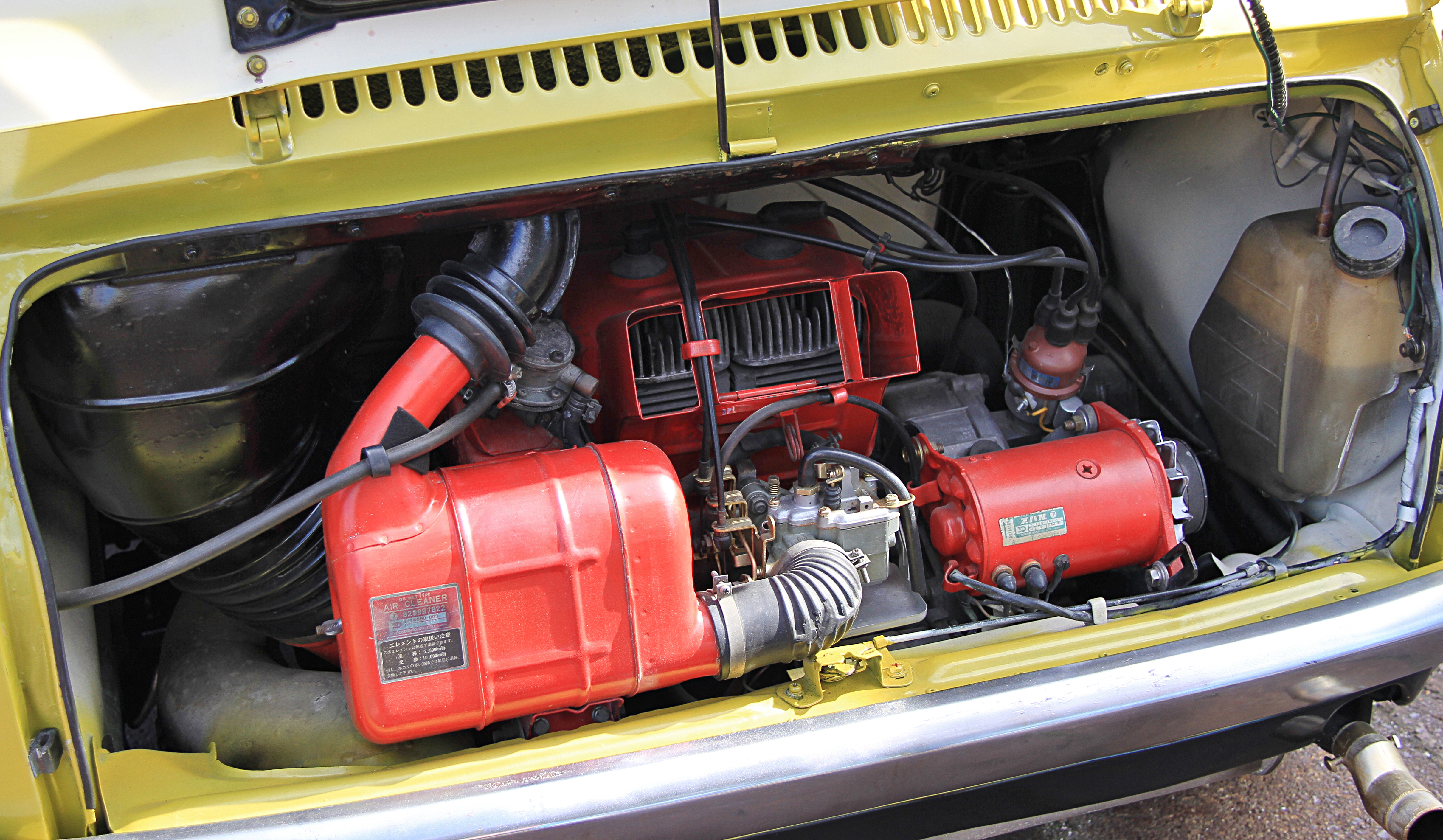
Vista del motore

La vettura era una stretta evoluzione della Subaru 360, ma con un'estetica più moderna e con un maggiore spazio a bordo. L'R-2 ha continuato a utilizzare la stessa configurazione meccanica del gruppo propulsore della Subaru 360, che era costituita dal motore boxer bicilindrico raffreddato ad aria EK33 installato nel retrotreno.
Quando l'auto fu introdotta l'8 febbraio 1969, Subaru ricevette 25.000 ordini in un mese. Le vendite iniziarono nell'agosto dello stesso anno.

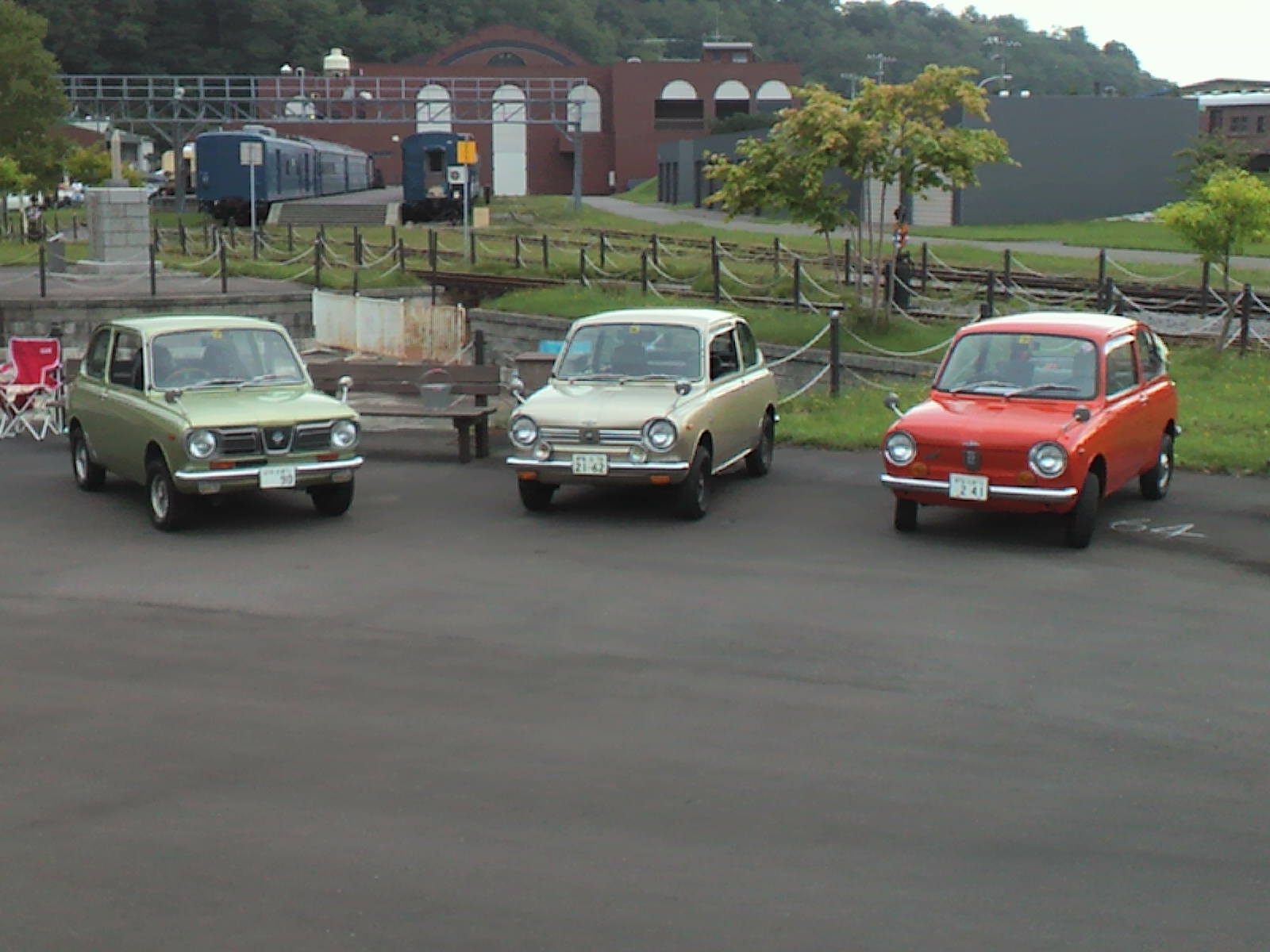
Da destra a sinistra le R-2 in ordine cronologico

All'inizio degli anni '70, il governo giapponese promulgò una serie di leggi per ridurre le emissioni, ciò spinse Subaru e altri produttori a aggiornare i motori raffreddati ad aria. Il 7 ottobre 1971 il motore venne aggiornato con uno a due tempi raffreddato ad acqua chiamato EK34 e venne sottoposta ad restyling, caratterizzato da una finta griglia frontale che dava un aspetto più moderno alla vettura, rendendola affine alla Subaru Leone.
In risposta alla crescente popolarità delle vetture con motore e trazione anteriore, Subaru introdusse una variante di carrozzeria squadrata a due volumi (commercializzato come furgoncino) dal 16 febbraio 1970. Invece del motore da 31 CV (23 kW) della berlina, era alimenta da una versione da 26 CV (19 kW). La berlina portava il codice del modello K12, mentre il furgone K41.

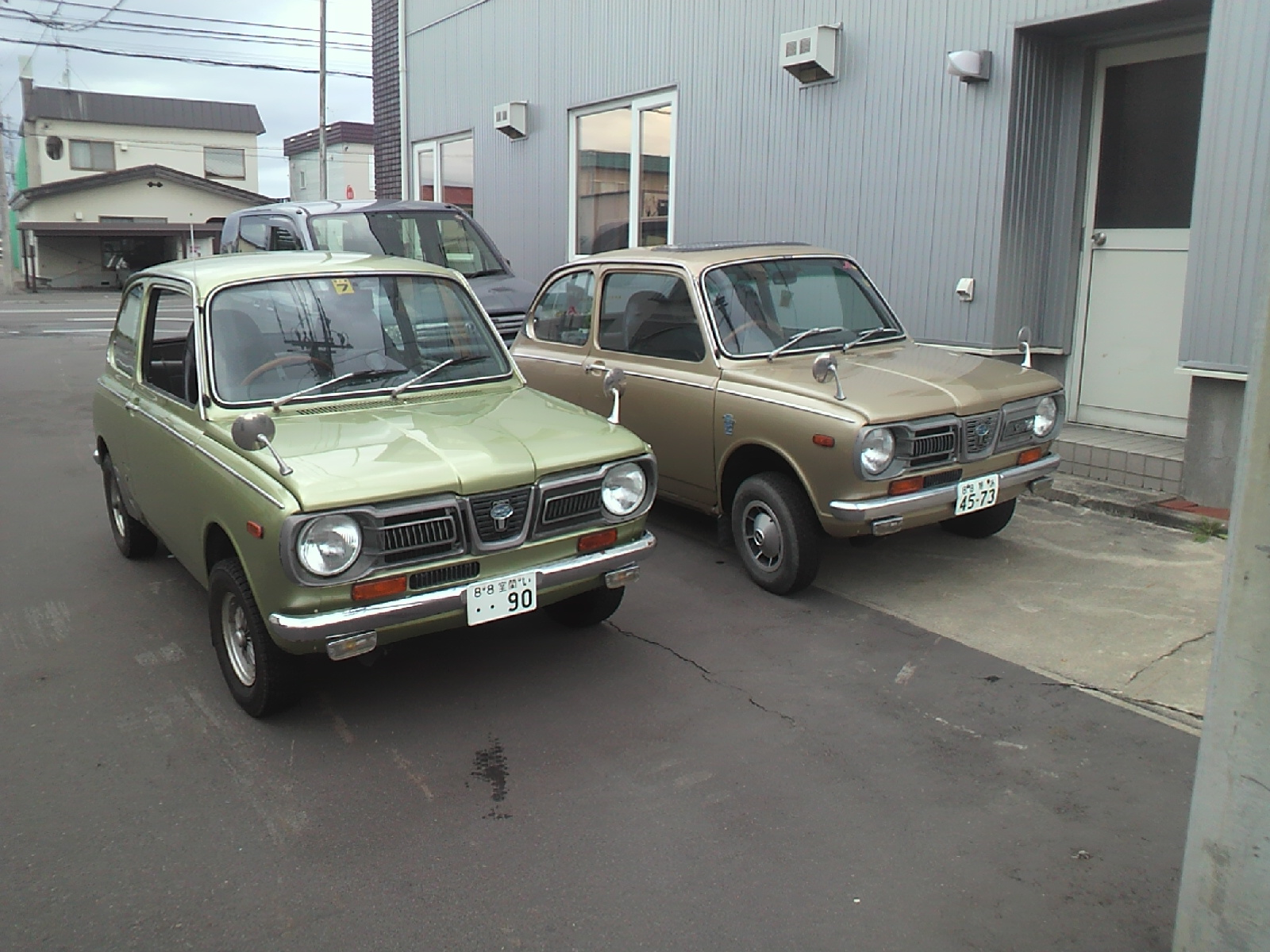
Subaru R-2 restyling

Una versioni più potente venne introdotta il 18 aprile 1970, chiamata R-2 SS con un doppio scarico e un aumento del rapporto di compressione che ne fece incrementare la coppia da 37 Nm a 6400 giri/min a 74 Nm a 7000 giri/min. In seguito il 5 ottobre venne introdotto un allestimento più accessoriato chiamato R-2 GL. 
Nel 2003 la Subaru ha presentato una vettura che richiamava nello stile e nel nome la R-2, con la Subaru R2.